# ’74–’75
«’74-’75» — сингл группы The Connells авторства Майкла Коннелла с альбома Ring. Композиция стала хитом в Европе, войдя в Top 10 в одиннадцати странах.

## Видеоклип
Видео снималось в одной из старших школ в Роли, Северная Каролина, родном городе группы. Зрителю демонстрируют фото студентов 1975 года выпуска и их самих, но уже в 1993 году.
В 2015 году вышла обновлённая версия клипа, в которую были добавлены видеокадры, показывающие тех же студентов на момент, соответственно, 2015 года.

## Кавер-версии
В 1995 году Hands of Belli совместно с Nancy Edwards записали версию «'74-'75» в стиле евродэнс.

## Список композиций
| №                   | Название                                                        | Длительность |
| ------------------- | --------------------------------------------------------------- | ------------ |
| 1.                  | «'74-'75»                                                       | 4:36         |
| 2.                  | «Logan Street»                                                  | 3:39         |
| 3.                  | «Fun & Games» (live at the Purple Dragon Studio in Atlanta, GA) | 3:07         |
| 4.                  | «New Boy» (live at the Purple Dragon Studio in Atlanta, GA)     | 4:44         |
| Общая длительность: | Общая длительность:                                             | 16:36        |

## Чарты
| Год  | Чарт                                          | Позиция |
| ---- | --------------------------------------------- | ------- |
| 1995 | Ö3 Austria Top 40                             | 6       |
| 1995 | Ultrapop Flanders                             | 2       |
| 1995 | Ultrapop Wallonia                             | 9       |
| 1995 | Dutch Top 40                                  | 8       |
| 1995 | Syndicat National de l’Édition Phonographique | 4       |
| 1995 | Media Control Charts                          | 7       |
| 1995 | Irish Singles Chart                           | 6       |
| 1995 | VG-lista                                      | 1       |
| 1995 | Sverigetopplistan                             | 1       |
| 1995 | Schweizer Hitparade                           | 3       |
| 1995 | UK Singles Chart                              | 14      |
| 1996 | UK Singles Chart                              | 21      |

| Страна   | Организация | Сертификация | Всего продано |
| -------- | ----------- | ------------ | ------------- |
| Германия | BVMI        | Золото       | 250 000       |
| Швеция   | GLF         | Золото       | 25,000        |